# Папа и патријарх александријски и све Африке
Папа и патријарх александријски и све Африке званична је титула предстојатеља Александријске патријаршије. Александријска патријаршија је једна од најстаријих, у диптиху православних цркава је друга, послије Цариградске и прије Антиохијске патријаршије.
Од свих православних патријарха, само патријарх александријски има титулу папе.

## Историја
Према шестом канону Првог васељенског сабора (325) и другом канону Другог васељенског сабора (381), моћ александријског епископа проширила се „на сав Египат”. До успона Константинопоља, Александрија је била главно средиште хришћанства на Истоку.
Од средине 3. вијека александријски епископ носи почасну титулу папе. Први предстојатељ Алесандријске цркве, поменут као папа, био је Хераклије (231—248). Од 451. за александријске епископе утврђена је и титула патријарха.
За именовање патријарха Теофила II везује се легенда о рјешавању спора између византијског цара Василија II и цариградског патријарха Сергеја II, по којој је александријски предстојатељ добио титулу „судија васељене” (Κριτής της Οικουμένης), добивши право да носи два епитрахиља и тијаре.
Патријарх Мелетије II (1926—1935) проширио је јурисдикцију Александријске патријаршије на цијелу Африку, замијенивши[?] у титули александријског патријарха ријечи „свег Египта” са „све Африке”.
Теодор II је од 9. октобра 2004. предстојатељ Александријске патријаршије.